# Rebecca Jasontek
Rebecca "Becky" Jasontek (ur. 26 lutego 1975 w Cincinnati) – amerykańska pływaczka synchroniczna, brązowa medalistka olimpijska z Aten.
W 2004 reprezentowała swój kraj na igrzyskach olimpijskich, w ich ramach wystąpiła w konkurencji drużyn – razem z koleżankami z zespołu uzyskała w finale wynik 97,418 pkt i zdobyła brązowy medal.
W latach 1998–2003 trzykrotnie startowała w mistrzostwach świata – medale zdobywała na czempionatach w Perth (1 brązowy) i Barcelonie (1 srebrny, 1 brązowy). Była też zdobywczynią medali igrzysk panamerykańskich – w 1999 wywalczyła srebrny medal w konkurencjach duetów i drużyn, w 2003 roku zaś otrzymała złoty medal w konkurencji drużyn.